# Pseudocleobis alticola
Pseudocleobis alticola är en spindeldjursart som beskrevs av Pocock 1900. Pseudocleobis alticola ingår i släktet Pseudocleobis och familjen Ammotrechidae. Inga underarter finns listade i Catalogue of Life.